# Forum de Montréal
Il Forum de Montréal (in inglese: Montreal Forum) è stato un palazzetto dello sport situato nel centro di Montréal, nella provincia del Québec. Di uso polivalente, l'impianto fu utilizzato principalmente come stadio del ghiaccio. In oltre settanta anni di storia ospitò le partite casalinghe dei Canadiens de Montréal, formazione della National Hockey League, e quelle dei Montreal Maroons; in totale le due squadre presso il Forum conquistarono ventiquattro titoli della Stanley Cup.

## Storia

### Hockey su ghiaccio
Nel 1924 per poter ospitare la neonata formazione dei Montreal Maroons un consorzio di imprenditori acquistò il terreno su cui costruire uno stadio del ghiaccio da 9.300 posti a sedere. Il Forum, costruito in soli 159 giorni, fu inaugurato il 29 novembre 1924 con il successo per 7-1 dei Canadiens sui Saint Pats di Toronto. Due anni più tardi anche i Canadiens si trasferirono stabilmente presso il Forum, dopo che l'arena di Mont-Royal fu distrutta da un incendio.
Il Forum ospitò le finali della Memorial Cup in sei occasioni: 1950, 1968, 1969, 1970, 1973 e 1976, con i Junior Canadiens capaci di alzare il trofeo sul ghiaccio casalingo nel 1970. Nel 1972 presso il Forum si disputò Gara-1 della Summit Series fra il Canada e l'Unione Sovietica, vincitrice dell'incontro per 7-3. All'interno del palazzetto si svolsero otto edizioni dell'NHL Entry Draft fra il 1980 ed il 1992.
Solo due squadre in trasferta si aggiudicarono la Stanley Cup sul ghiaccio del Forum: i New York Rangers nel 1928 contro i Maroons e i Calgary Flames contro i Canadiens nel 1989.
L'11 marzo 1996 i Montreal Canadiens disputarono il loro ultimo incontro presso il Forum, sconfiggendo per 4-1 i Dallas Stars. Al termine dell'incontro, trasmesso in televisione sia in Canada che negli Stati Uniti, la folla accolse sul ghiaccio alcune leggende dei Canadiens, fra cui Maurice Richard; questi ricevette dai tifosi una standing ovation di 16 minuti. Il giorno successivo fu organizzata una parata nella quale fu portata una torcia fino al nuovo Centre Molson.

### Giochi olimpici
Nel 1976 la città di Montréal ospitò la XXI Olimpiade, e alcuni degli eventi furono ospitati all'interno del Forum: le competizioni di ginnastica artistica, inclusa la prestazione da 10 di Nadia Comăneci, gli eventi del pugilato e le finali dei tornei di basket, pallamano e pallavolo.

### Concerti
Il Forum de Montréal fu utilizzato negli anni anche come sede di numerosi concerti: Queen, The Beatles, Pink Floyd, Metallica, AC/DC, The Rolling Stones, Led Zeppelin, Bob Dylan, David Bowie, Roch Voisine, The Beach Boys, Céline Dion, Kiss, Guns N' Roses e i The Doors. Uno dei concerti dei Queen, svoltosi nel 1981 come tappa dei The Game Tour, fu incluso in un album live Queen Rock Montreal.

## Dopo la chiusura
Il 1º giugno 1997, circa un anno dopo la chiusura dell'impianto, il Forum de Montréal fu inserito nella lista dei National Historic Site of Canada, in quanto luogo di particolare valore storico.
Nel maggio del 2001 la Canderel Corporation e la Pepsi diventarono i proprietari del Forum, e trasformarono la struttura in un centro commerciale con sale da cinema, bar, ristoranti e sale giochi. Per motivi di sponsorizzazione il palazzetto assunse il nome di Forum Pepsi. All'interno dell'edificio sono contenuti alcuni cimeli dei Canadiens de Montréal, inclusa una statua dell'ex giocatore Maurice Richard.